# Филогенетические корни летального насилия у людей
«Филогенетические корни летального насилия у людей» (The phylogenetic roots of human lethal violence) — испанское исследование биологов-эволюционистов из CSIC и университетов Гранады (UGR) и имени Короля Хуана Карлоса (URJC), вышедшее в Nature 28 сентября 2016 года. Руководил им Хосе Мария Гомес из Гранадского университета (его соавторами являются трое: Marcos Méndez из URJC, Adela González-Megias из UGR и Miguel Verdu из CSIC).
Это исследование называют первым полным — о внутривидовом насилии среди млекопитающих.
Как охарактеризовал его антрополог R. Brian Ferguson — «важное и очень амбициозное исследование, представляющее собой героический объём работы», сочетающее обширный обзор внутривидовых убийств среди млекопитающих с эмпирическим изучением уровня убийств среди человеческих популяций. Он также назвал это важным вкладом в дебаты о древности насилия и войн. В Science исследование было названо спорным. В то же время приводимый там антрополог Douglas P. Fry охарактеризовал его как «новаторское и тщательно проведённое».

## Содержание
На протяжении двух лет авторы собирали данные (они рассмотрели порядка трёх тысяч исследований за десятилетия, 1044 исследования для млекопитающих), исследуя 1024 видов млекопитающих (проанализировав более 4 миллионов смертей) — для количественной оценки уровня внутривидового насилия со смертельным исходом, а также о человеческих жертвах из 600 цивилизаций за 50 тыс. лет.
Согласно результатам, внутривидовое смертоносное насилие встречается редко, но распространено широко — оно существует у почти 40 % из обследованных видов млекопитающих, и варьируется от группы к группе. Как и можно было бы предположить, среди хищников встречается чаще; однако, как заметил руководитель исследования Гомес: поразительно, что оное не было сосредоточено в их группах.
Исследование показало средний уровень в 0,3 % внутривидового смертоубийства для млекопитающих (то есть 3 случая на тысячу особей); для общего предка приматов этот показатель составил 2,3 %, у предка человекообразных обезьян — 1,8 %, а для людей же предопределённый эволюционно уровень составляет 2 %.
Исследование показало, что наиболее агрессивным по отношению друг к другу видом млекопитающих является сурикат (19,36 %; т. е. почти каждый пятый сурикат в среднем гибнет «от рук» своих сородичей).
Эд Йонг из The Atlantic по результатам исследования составил диаграмму-список животных по степени их кровожадности.
Исследователи также установили два фактора, которые провоцируют более высокий уровень смертоносного насилия внутри вида: это социальность и территориальность. Гомес отмечал, что исследование предполагает, что уровень насилия со смертельным исходом изменчив и может увеличиваться или уменьшаться вследствие ряда экологических, социальных или культурных факторов.
Исследование показало, что у людей культура способна влиять на эволюционную наследственность смертоносного внутривидового насилия; один из пиков внутривидового насилия среди людей пришёлся, согласно исследованию, на средневековье (между 700 и 1500 годами), достигнув порядка 12 %.
Исследование подверглось критике Pauline Wiessner (в особенности она поставила под сомнение исходные преисторические данные о людях); замечания высказывал Ричард Рэнгем.
Результаты исследования поддержал Стивен Пинкер (Douglas P. Fry отмечал, что данное исследование показало, что утверждение в частности Пинкера о том, что насильственная внутривидовая гибель людей в палеолите была шокирующе высокой, сильно преувеличено). Работа продемонстрировала «важность признания людей животными в целом и приматами в частности», — констатировала антрополог Patricia Lambert.
Впоследствии те же авторы опубликовали работу «Killing conspecific adults in mammals».